# William Burnaby
William Burnaby (1710-1776) fue un oficial naval británico, que ejercía de Comandante Jefe, en la Estación de Jamaica.

## Carrera naval
Burnaby era el hijo de John Burnaby de Kensington. Fue 1732 cuando se convirtió en lugarteniente.

## Biografía
Murió en 1776. Se casó dos veces: en primer lugar Margaret, de Jamaica y tuvieron un hijo, William Chaloner, y una hija, Elizabeth; y en segundas nupcias se casó con Grace, hija de Drewry Ottley con quien tuvo seis niños, incluyendo Edward, quién siguió a su padre en la Real Navy.
Su seis veces bisnieto es el actor Daniel Craig.